# USS Essex (CV-9)
El USS Essex (CV-9) fue un portaaviones, el primero de los 24 portaaviones de la clase Essex que la Armada de los Estados Unidos puso en servicio durante la Segunda Guerra Mundial.
Puesto en servicio en diciembre de 1942, El Essex participó en varias campañas en el teatro de operaciones del Pacífico, en las que se hizo acreedor de la citación presidencial y 13 estrellas de combate. Dado de baja poco después de final de la guerra, fue modernizado y dado de alta de nuevo a principios de la década de 1950 como portaaviones de ataque (CVA), y posteriormente como portaaviones antisubmarino (CVS). Durante su segundo periodo de actividad, sirvió principalmente en el Atlántico, destacando su participación en el bloqueo a Cuba durante la Crisis de los misiles. También participó en la guerra de Corea, ganando en este conflicto cuatro estrellas de combate y la encomienda meritoria a unidad de la armada. También fue el receptor primario de la misión espacial Apolo 7.
Fue dado de baja por última vez en 1969 y vendido para desguace en 1975.

### Buques de la clase
• USS Yorktown (CV-10)
• USS Intrepid (CV-11)
• USS Hornet (CV-12)
• USS Franklin (CV-13)
• USS Ticonderoga (CV-14)
• USS Randolph (CV-15)
• USS Lexington (CV-16)
• USS Bunker Hill (CV-17)
• USS Wasp (CV-18)
• USS Hancock (CV-19)
• USS Bennington (CV-20)
• USS Boxer (CV-21)
• USS Bon Homme Richard (CV-31)
• USS Leyte (CV-32)
• USS Kearsarge (CV-33)
• USS Oriskany (CV-34)
• USS Antietam (CV-36)
• USS Princeton (CV-37)
• USS Shangri-La (CV-38)
• USS Lake Champlain (CV-39)
• USS Tarawa (CV-40)
• USS Valley Forge (CV-45)
• USS Philippine Sea (CV-47)

### Listas relacionadas
• Portaaviones de Estados Unidos
• Portaaviones por país